# L'odore (opera teatrale)
L'odore, dramma in due atti di Rocco Familiari, è stato messo in scena nel 2003, al Festival dei Due Mondi di Spoleto, regia di Augusto Zucchi, con Enrico Lo Verso, scena di Antonio Bernardo Fraddosio. L'autore ne ha tratto un romanzo pubblicato da Marsilio nel 2006 e ripubblicato nel 2020 nei Tascabili Feltrinelli-Marsilio. Ha avuto il Prix du Premier Roman a Chambery nel 2008 e il premio Padula. Il dramma è stato ripreso nella stagione 2022/23 con la regia di Krzysztof Zanussi, interpreti Blas Roca-Rey e Monica Rogledi, al Teatro di Roma.

## Trama
L'opera teatrale è focalizzata sul rapporto tra due detenuti: Andrea, un ladro di strada e Antonio, più anziano rispetto ad Andrea, condannato per reati politici e con maggiore cultura rispetto al suo compagno di cella. Andrea e Antonio riescono a costruire un rapporto e a condividere la loro storia. Antonio, inoltre, diventa una sorta di guida spirituale per il detenuto più giovane. Andrea percepisce il forte dolore di Antonio nel non poter vedere la moglie lontana, Maria e in particolar modo nel non sentire il suo odore.

## Premi
Nel 2022, l'opera vince il premio Flaiano per la miglior regia teatrale.